# Cambefortantus ranomafanensis
Cambefortantus ranomafanensis är en skalbaggsart som beskrevs av Olivier Montreuil 2008. Cambefortantus ranomafanensis ingår i släktet Cambefortantus och familjen bladhorningar. Inga underarter finns listade.